# Kraudy–Debreczeny-ház (Miskolc)
A Kraudy–Debreczeny-ház Miskolcon, a Széchenyi utca 38. szám alatt áll. A 19. század elején épült, 2006-ban felújították.

## Története
Az épület a 19. század elején épült, L alakú harántfalas beépítéssel. Tulajdonosa Kraudy Sándor kereskedő volt. A ház homlokzatán elhelyezett tábla és egyes más forrásokban előforduló adatok szerint görög kereskedő volt, ám ennek ellentmond, hogy csak az evangélikus egyház feljegyzéseiben lehet találkozni a család nevével. A feltételezésnek, talán félreértésnek az lehet az oka, hogy az 1838-as felmérés szerint a házban Kraudyékon kívül minden összeírt család görög volt. Kraudy Sándor egyik fia, László adományozta a belvárosi evangélikus templom 1005 kilogramm tömegű harangját, másik fia, József pedig könyvkereskedő és neves festőművész volt. 1830-ban ebben a háznak volt a vendége több mint egy hónapig Kölcsey Ferenc. Erről a ház homlokzatán elhelyezett tábla emlékezik meg, és évente a magyar kultúra napján, január 22-én koszorúzási ünnepséget rendeznek előtte. Az 1838-as felmérés idején Kraudy Sándor már nem élt, özvegye és gyerekei laktak a házban, de még 1843-ban is a Kraudy-házként hivatkoztak rá, miszerint benne nyílt meg a „Párizsi hölgy” nevű divatüzlet. Az 1878-as árvíz idején a ház már Debreceny (Debrecenyi) Dániel fűszerkereskedőé volt. Korabeli leírás szerint az áradat elől egy fiatal leány „a Debreczenyi-ház csatornájának lenyúló csövén az emeletig kúszott, hol a kinyitott ablakon behúzatván, szerencsésen megmenekült”. Debreceny Dániel neves kereskedője volt a városnak, aki a vagyonából nagy összegeket fordított jótékonyságra, például a városnak adományozta ezt a házát (másik háza is volt a belvárosban), segítette a tűzoltókat stb. E ténykedése nyomán halála után a város hálából utcát nevezett el róla (a mai Régiposta utca az 1940-es évek közepéig viseltre ezt a nevet). Az árvízben a ház – a környező épületekkel ellentétben – nem sérült meg komolyabban, csak a földszinti üzletportál rongálódott meg. Ennek a felújítására készült német nyelvű felújítási terv 1894-ből maradt fenn. A tulajdonos halála után új üzletek települtek a házba: a 19–20. század fordulója körül Kálmán Mór férfiszabó üzlete és Grünfeld Adolf, illetve a Grünfeld és Kallós cég férfidivatáru-üzlete és raktára működött a földszinten. A 20. század 30–40-es éveiben a Gedeon nővérek női kézimunkaüzletéről és előnyomdájáról, valamint Blázsin Mihály úri szabóságáról vannak hírek. A század második felében a bal oldali traktusban a Réka nőiruha-bolt, a jobb oldaliban pedig bőrdíszmű, majd Skála-modell üzlet működött. A ház homlokzatát, illetve üzletportáljait 2006-ban felújították. A 2010-es években a főutcai üzletportálokat egy mobilcég és egy fagylaltozó foglalja el, a kapun az emeleten kialakított, a Szinvára néző kávézóba lehet bejutni.

## Leírása
Az épület egyemeletes, L alakú, a főutcán 6+1 tengelyes kialakítású, nyeregteteje az utcával párhuzamos. A leírás szerint „a provinciális magyar klasszicizmus jegyeit mutatja”. Mai megjelenése lényegében megőrizte az 1894-es homlokzatfelújítási terven látottat, azzal a különbséggel, hogy a jobb oldali vége le volt sarkítva, előtte erkély állt. Ezt később eltávolították, és vakablakot raktak a helyére. Valamelyik későbbi felújítás-átalakítás során magát a letörést is megszüntették, és az épületet nyugati irányban újabb tengellyel bővítették ki, amely az emeleti részen kissé beljebb húzódik az épület többi részének vonalától. A ház keskeny, félköríves bejárata a negyedik tengelyben helyezkedik el. Az üzletportálok fölött keskeny övpárkány húzódik, mintegy elválasztva a két szintet. Az ablakok süllyesztett mezőkben helyezkednek el, egyenes záródásúak, de fölöttük a homlokzaton végigfutó párkányzat félköríves szemöldökpárkányt alkot, benne plasztikával. Az ablakok alatti mellvédek sima, téglalap alakú vakolatlemezek, belőlük gázkonvektorok külső szellőzői bújnak elő. A ház koronázópárkánya erőteljesen kiugratott, gazdagon profilált. Az épület hátsó, déli homlokzata a Szinvaparkra néz. Háromtengelyes, egyszerű megjelenésű, fölül erősen kiülő eresszel. Ablakai egyenes záródásúak, és sima vakolatkereteléssel látták el. Udvari rész tulajdonképpen nincs, a bejárattól hosszú folyosó vezet a felülvilágítós, fedett lépcsőházhoz. A lépcső kovácsoltvas korlátainak díszei csigás szívmotívumok.

## Képek

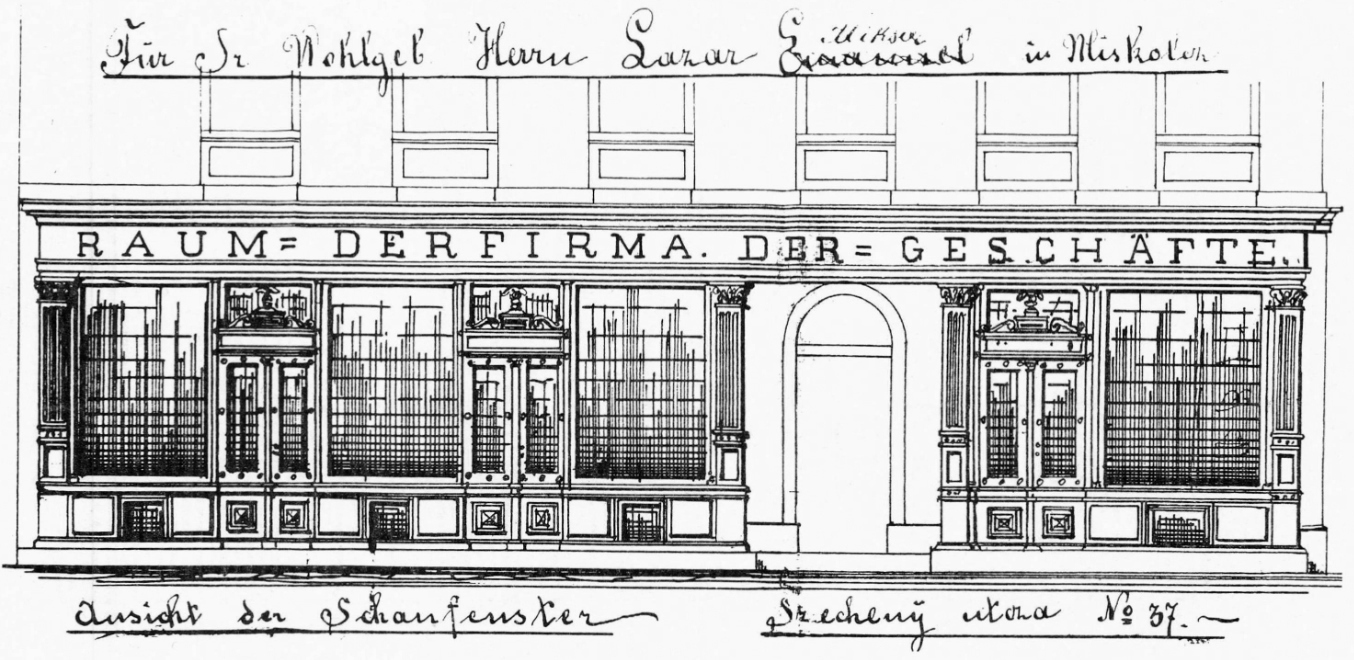
Homlokzatátalakítási terv 1894-ből
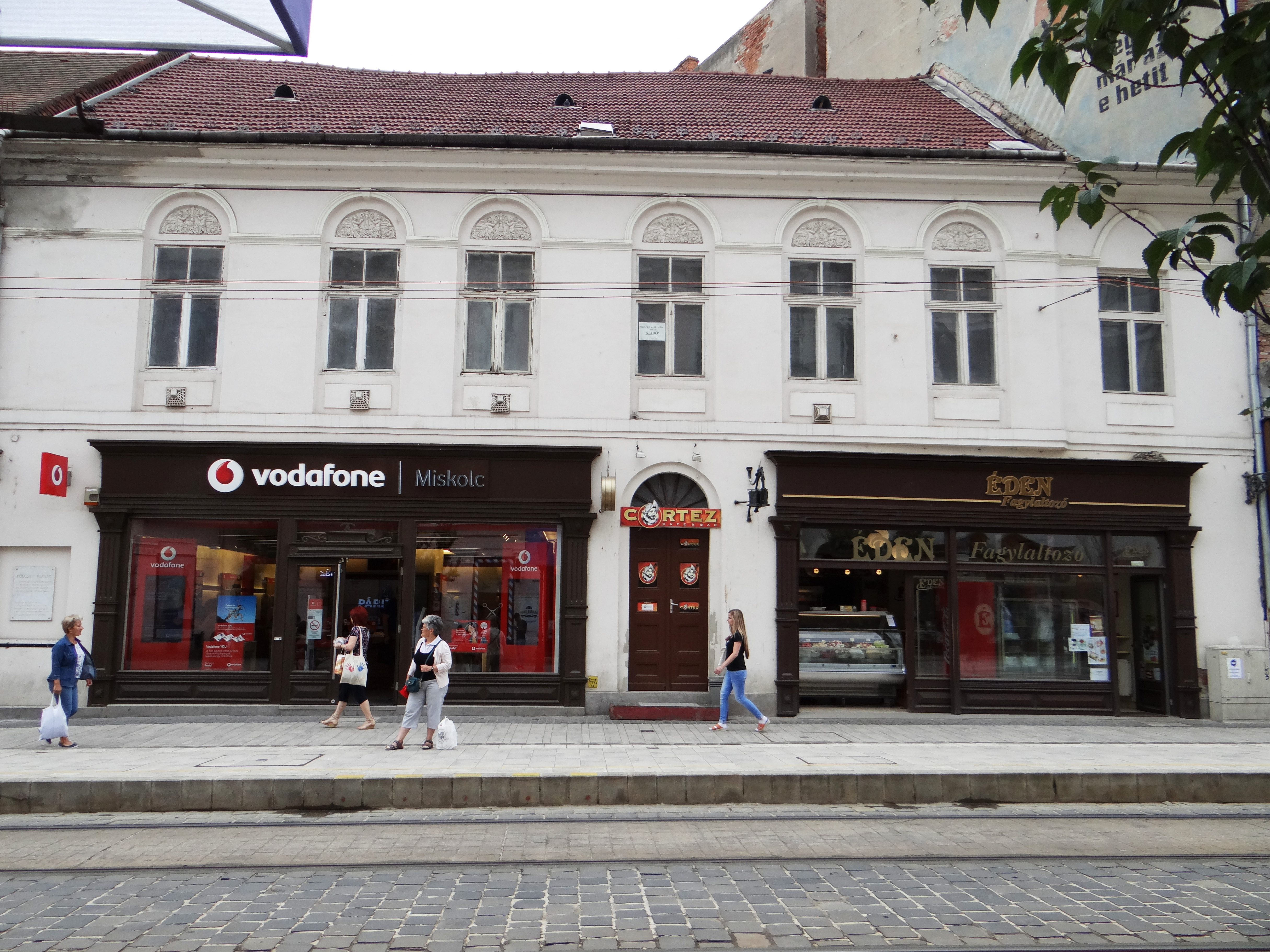
A főutcai homlokzat
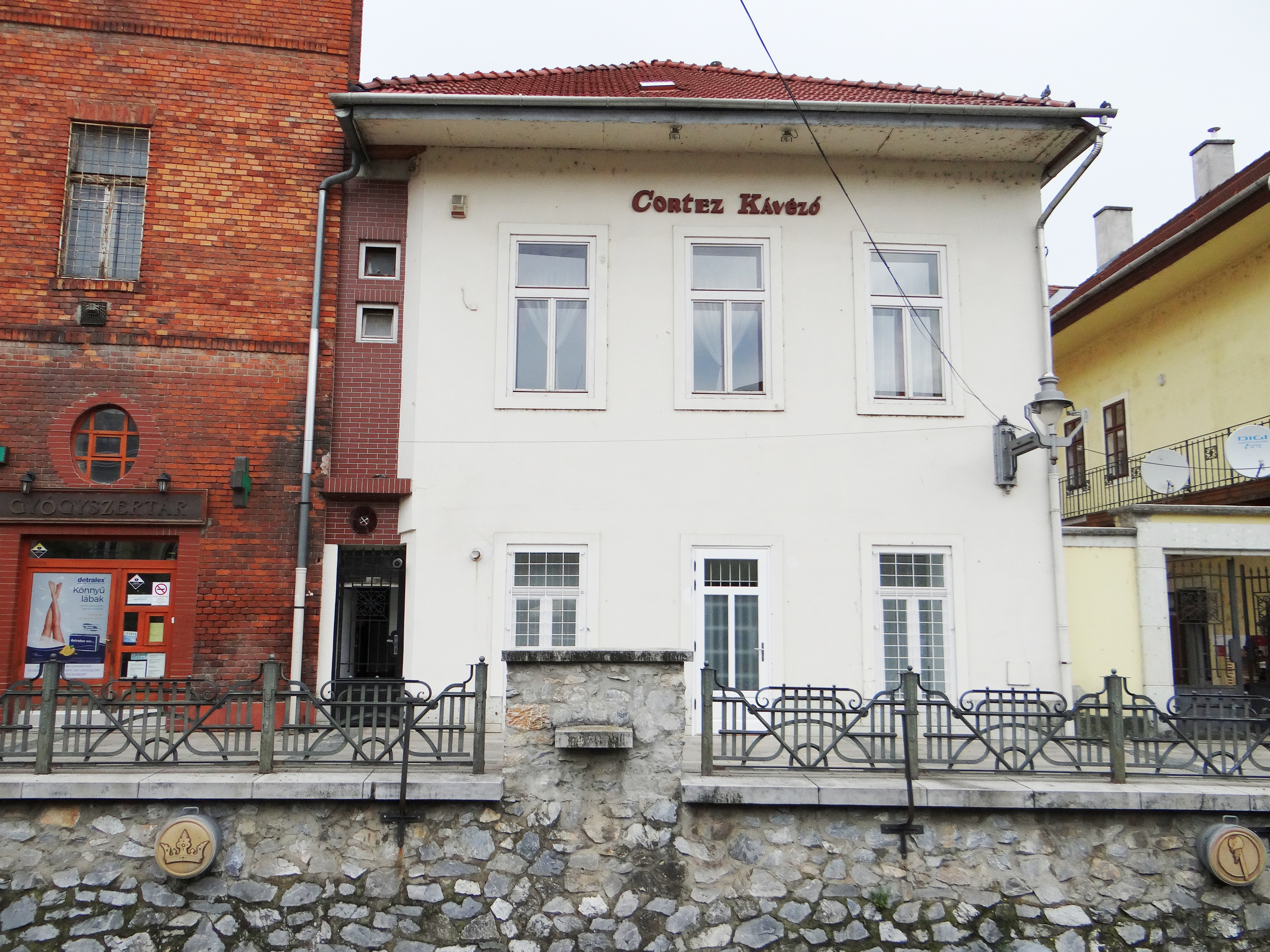
A déli, Szinvaparkra néző homlokzat
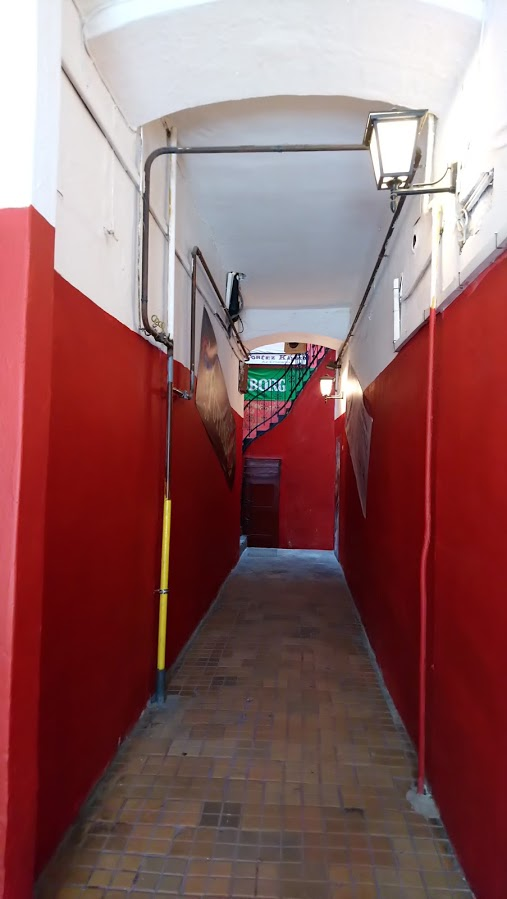
Bejárati folyosó
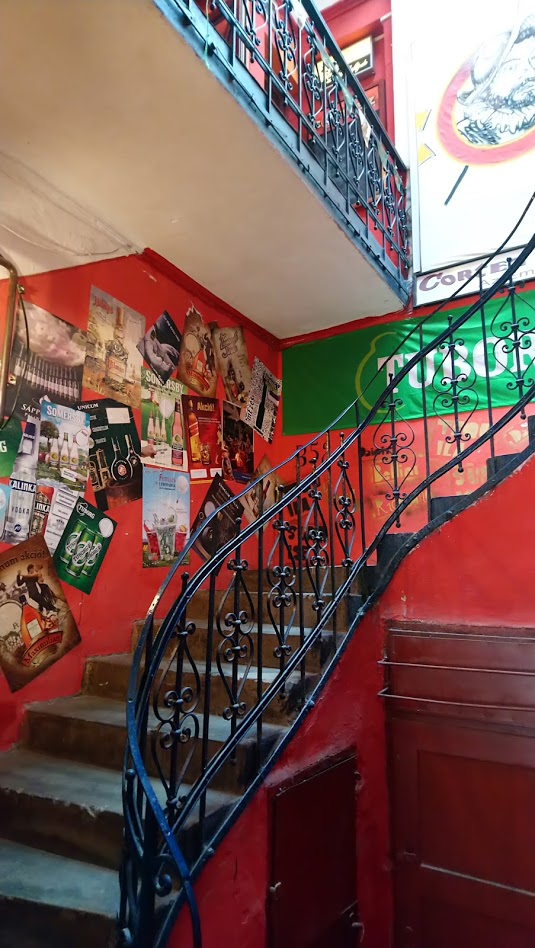
Lépcsőház
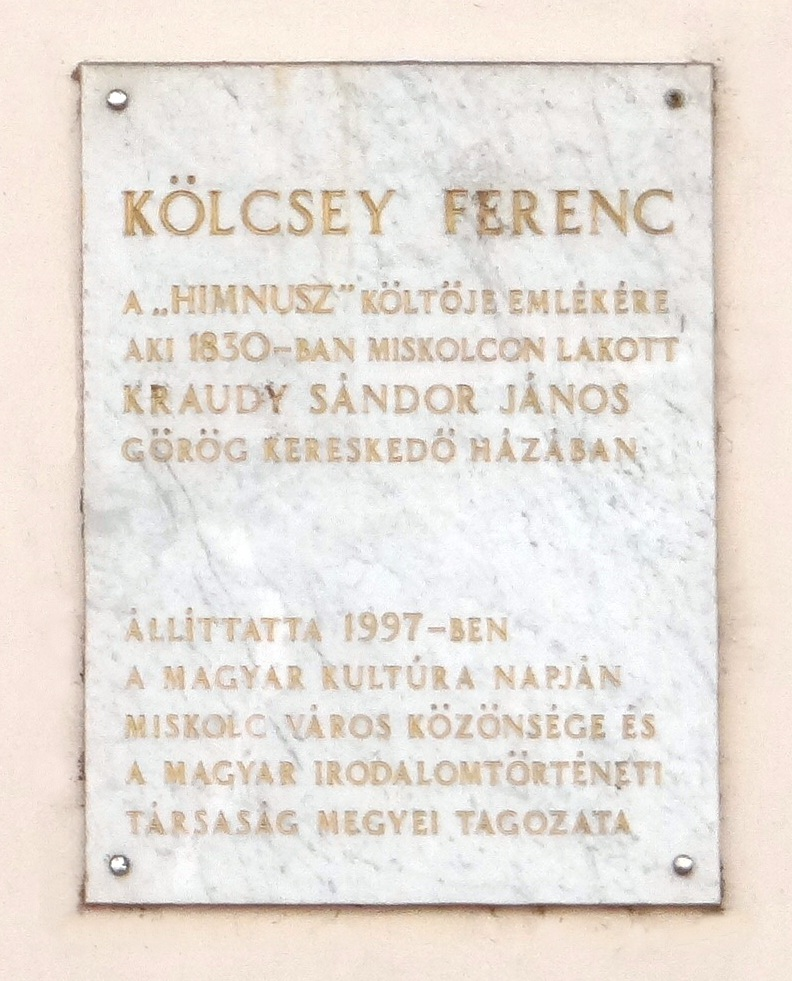
A Kölcsey-emléktábla